# Anton Cloppenburg
Anton Sebastiaan Maria Cloppenburg (* 6. Mai 1886 in Rotterdam; † 15. März 1967 in Wassenaar) war ein niederländisch-deutscher Textilkaufmann und Firmengründer von Peek & Cloppenburg (Hamburg).

## Herkunft
Sein aus Altenoythe stammender deutscher Vater Heinrich Anton Adolph Cloppenburg (* 11. April 1844 in Altenoythe; † 11. November 1922 in Den Haag, Niederlande) zog um 1867 in die Niederlande und gründete gemeinsam mit Johann Theodor Peek (1845–1907) 1869 ein Bekleidungshaus Peek & Cloppenburg. Die Familie waren sogenannte Tödden. Die männlichen Mitglieder verkauften zuerst Textilien auf der Straße in Holland (so wie die Familie Brenninkmeijer von C&A). Anton war das jüngste von sieben Geschwistern, seine Mutter Willemina Maria, geb. Williams Phillips (1850–1887) starb, als Anton noch ein Baby war. Im Jahr darauf heiratete sein Vater erneut, seine Stiefmutter wurde Johanna Antonia, geb. Zwijsen (1851–1928).

## Unternehmer
1911 gründete er gemeinsam mit seinem Schwager Paul Schröder als Geschäftspartner das Unternehmen Peek & Cloppenburg (Hamburg), das 1912 ein Herren-Textilkaufhaus in Hamburg eröffnete. Der Name „Peek & Cloppenburg“ war identisch mit dem des elterlichen Unternehmens Peek & Cloppenburg (Düsseldorf), das inzwischen von seinem Bruder James Cloppenburg (1877–1926) geführt wurde. Seitdem gibt es zwei Unternehmen dieses Namens. Im Jahre 1928 gründeten beide Unternehmen gemeinsam die Herrenbekleidungsfabrik Beha GmbH, die bis 1945 bestand. 1937 wurde das davor ausschließliche Herren-Sortiment durch Abteilungen für Damen- und Mädchenbekleidung erweitert.
Anton Cloppenburgs Sohn Fritz H.M. Cloppenburg (1914–2003) übernahm ab 1939 als persönlich haftender Gesellschafter die Geschäftsführung. Sein Enkel James Cloppenburg war ab Ende der 1970er Jahre geschäftsführender Gesellschafter, seit 2015 hat er sich aus der Geschäftsführung zurückgezogen.

## Familie
1912 heiratete Anton Cloppenburg Josepha Maria Johanna Schröder (1885–1969), die Tochter von Fritz Schröder (1849–1921).
Mit ihr hatte er sieben Kinder, von denen fünf das Erwachsenenalter erreichten, und mindestens zehn Enkelkinder.
- Olga Maria Josepha L., geb. Cloppenburg (1913–1992), 2 Kinder
- Paul Anton Marie Cloppenburg (1914–1995), kinderlos
- Fritz H.M. Cloppenburg (1914–2003), mindestens 1 Sohn James
- Ernst Joseph Maria Cloppenburg (1916–1925), als Kind verstorben
- Josepha Maria Cloppenburg (1918–1920), als Kind verstorben
- Veronica Martha Maria (Vera) M., geb. Cloppenburg (1922–1994), 4 Kinder
- Hans P.M. Cloppenburg (1924–1992), 3 Kinder[4]

Am 15. März 1967 verstarb Anton Cloppenburg nach langer Krankheit und wurde in seiner Heimat in Wassenaar (Niederlande) beigesetzt.